# 110 North Wacker
Le 110 North Wacker, également connu sous le nom de Bank of America Tower, est un gratte-ciel de 57 étages situé au 110 North Wacker Drive, en bordure de la rivière Chicago, dans le nord-ouest du secteur financier du Loop à Chicago, dans l'État de l'Illinois, aux États-Unis.
Il fut développé par la Howard Hughes Corporation et par Riverside Investment & Development. Le bâtiment fut conçu par Goettsch Partners et construit par Clark Construction. L'ingénierie structurelle a été réalisée par Thornton Tomasetti. Une cérémonie d'inauguration eut lieu en septembre 2019 et le bâtiment ouvrit officiellement ses portes le 14 octobre 2020,,.

## Description
D'une hauteur totale de 248,97 m et contenant 57 étages, c'est le plus haut bâtiment entièrement commercial de Chicago depuis l'achèvement du Two Prudential Plaza en 1990. Bank of America s'engagea à mettre en location environ 500 000 pieds carrés (46 000 m2) d'espace de bureaux dans l'immeuble. Perkins Coie signa également un bail pour l'immeuble.
L'adresse était auparavant le site de l'immeuble General Growth Properties, qui fut construit en 1958 et servit de siège à Morton Salt jusqu'en 1990, après quoi il devint le siège de General Growth Properties (GGP) à partir de 1997. La Howard Hughes Corporation et Riverside Investment & Development achetèrent le site en 2014, et les plans de construction d'un nouveau bâtiment furent annoncés au début de 2017 et approuvés par la commission du plan de Chicago (Chicago Plan Commission) en mars de la même année, puis à nouveau sous une forme révisée en décembre.
En 2017, GGP accepta de quitter les lieux à partir du début de 2018. En août 2017, l'Agence de préservation de l'histoire de l'Illinois (History of Illinois Preservation Agency) estima que le bâtiment de GGP était éligible au Registre national des lieux historiques (National Register of Historic Places), ce qui conduisit le Corps des ingénieurs de l'armement de l'armée américaine de faire savoir publiquement que la démolition du bâtiment constituerait un "effet négatif" sur les environs.
Cela engendra une période de débats et de commentaires publics et aurait pu compromettre l'avenir du développement. Il fut finalement décidé qu'une partie de la façade du bâtiment GGP serait intégrée à la base du nouveau bâtiment, et le bâtiment GGP fut démoli à partir de janvier 2018.
Des barges furent utilisées pour la construction du nouveau bâtiment, dont une grande partie se fit aux niveaux inférieurs de la Wacker Drive (avenue comportant plusieurs niveaux). Une ordonnance du conseil municipal de Chicago exigeant un accès libre pour une promenade fluviale aurait rendu le projet non rentable s'il avait été interprété littéralement, de sorte que le bâtiment fut autorisé de surplomber la Chicago Riverwalk (promenade fluviale) d'environ 17 m.